# Repps with Bastwick
Repps with Bastwick es una parroquia civil del distrito de Great Yarmouth, en el condado de Norfolk (Inglaterra). En ella está ubicados los pueblos de Repps y Bastwick.

## Demografía
Según el censo de 2001, Repps with Bastwick tenía 401 habitantes (211 varones y 190 mujeres). 58 de ellos (14,46%) eran menores de 16 años, 290 (72,32%) tenían entre 16 y 74, y 53 (13,22%) eran mayores de 74. La media de edad era de 46,5 años. De los 343 habitantes de 16 o más años, 73 (21,28%) estaban solteros, 214 (62,39%) casados, y 56 (16,33%) divorciados o viudos. 174 habitantes eran económicamente activos, 167 de ellos (95,98%) empleados y 7 (4,02%) desempleados. Había 4 hogares sin ocupar, 172 con residentes y 50 eran alojamientos vacacionales o segundas residencias.
| 182                         | 182 | 219 | 255 | 314 | 330 | - | - | 261 | 259 | 272 | 294 | 321 | 305 | - | 338 | 347 |
| (Fuente: Vision of Britain) |     |     |     |     |     |   |   |     |     |     |     |     |     |   |     |     |